# Остановка общественного транспорта

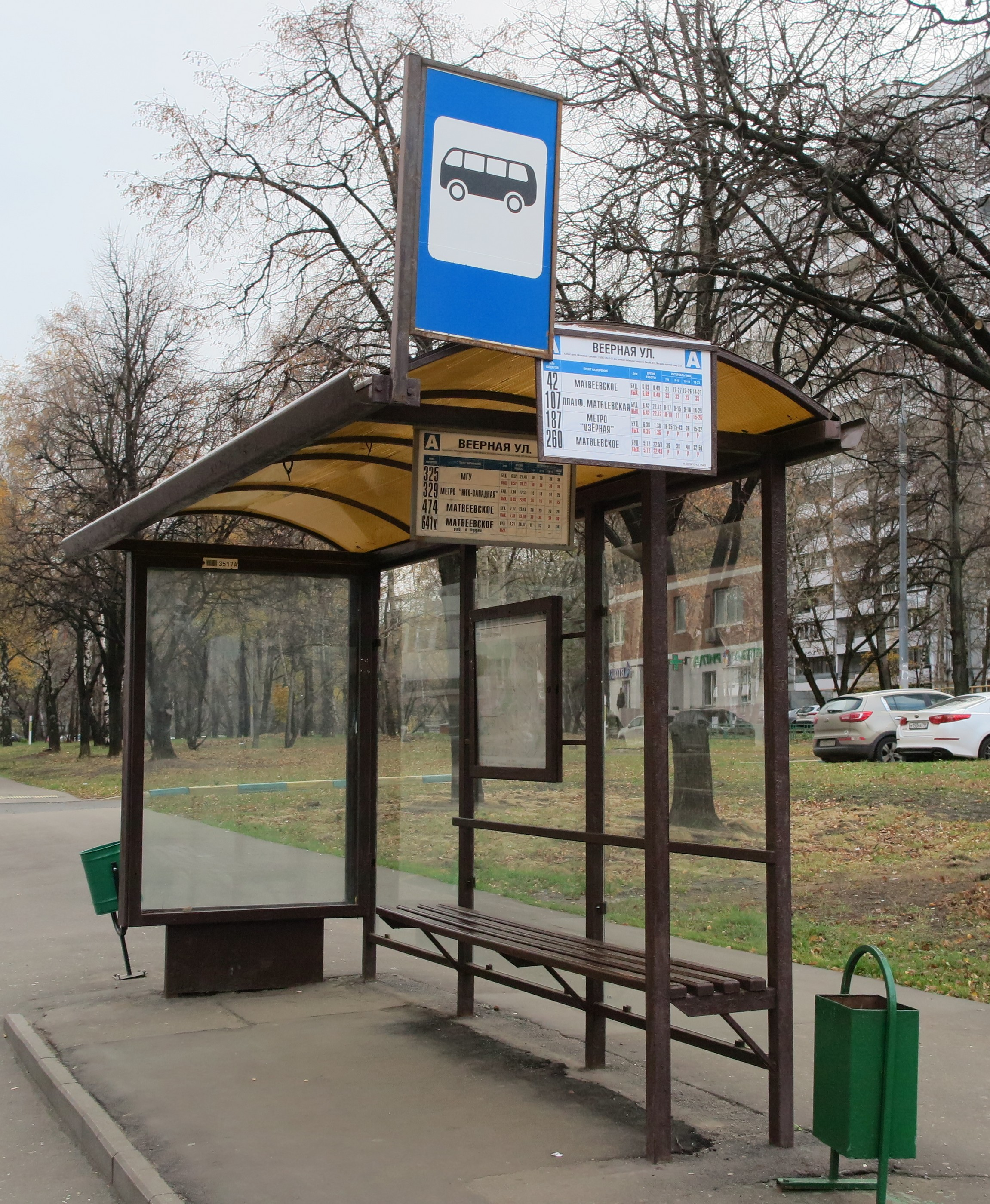
Автопавильон (дорожное сооружение)

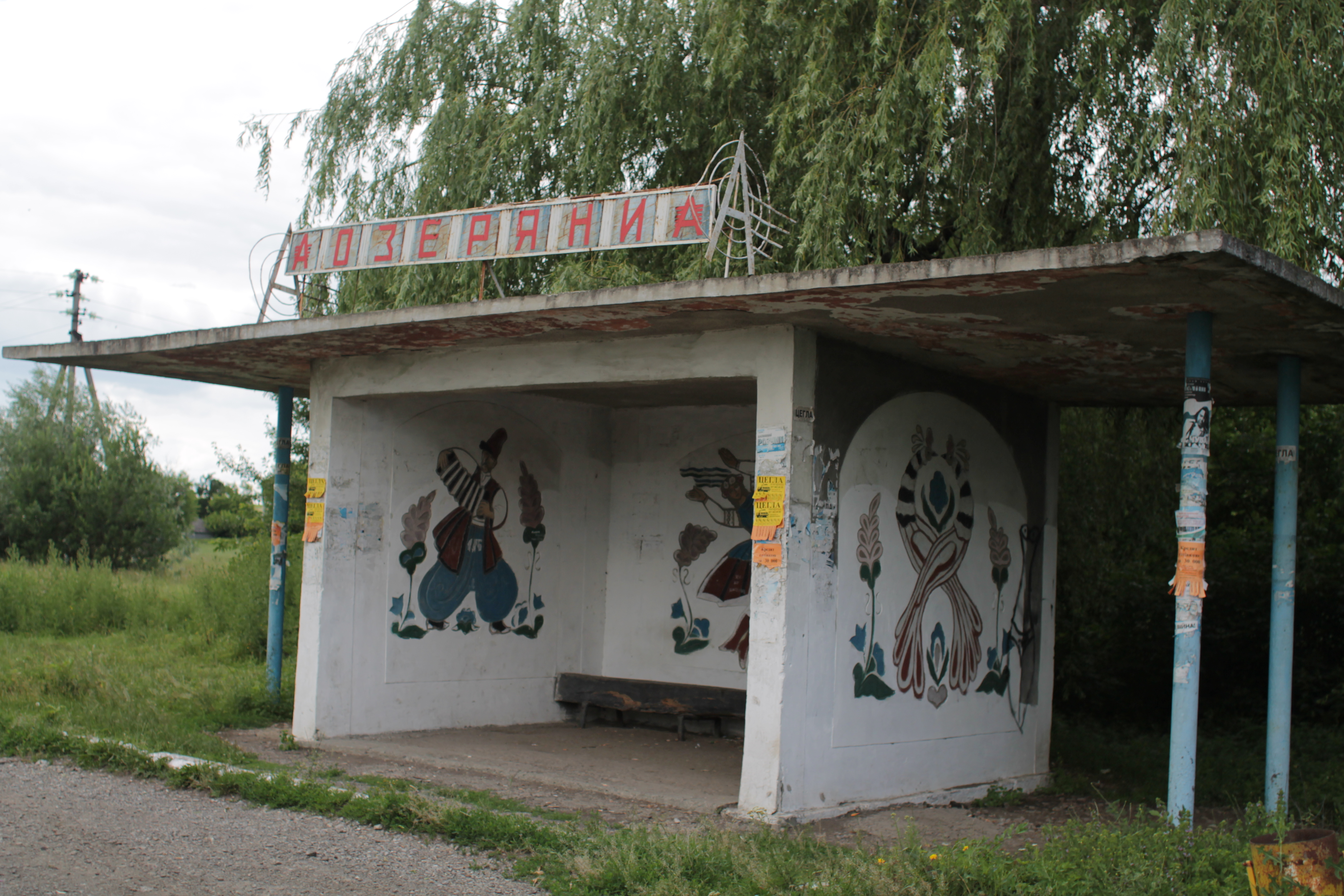
советская остановка в Украине

Остано́вка обще́ственного тра́нспорта, официальное название — Остановочный пункт маршрутных транспортных средств — общественное место остановки транспортных средств по маршруту регулярных перевозок, оборудованное для посадки, высадки пассажиров и ожидания транспортных средств. Предназначены для посадки и высадки пассажиров рейсового наземного общественного транспорта (автобус, троллейбус, трамвай, маршрутное такси).

## Описание
По требованию пункта 11 статьи 2 Федерального закона от 08.11.2007 N 259-ФЗ «Устава автомобильного транспорта и городского наземного электрического транспорта» — остановочный пункт — это место остановки транспортных средств по маршруту регулярных перевозок, оборудованное для посадки, высадки пассажиров и ожидания транспортных средств. На основании пункта 5 статьи 3 Федерального закона от 08.11.2007 № 257-ФЗ «Об автомобильных дорогах и дорожной деятельности в Российской Федерации» — остановочный пункт является элементом обустройства автомобильных дорог, а автопавильон — дорожным сооружением.
В населённых пунктах, по требованию пунктов 5-7 статьи 16 Федерального закона от 06.10.2003 N 131-ФЗ «Об общих принципах организации местного самоуправления в Российской Федерации» и пункта 2 статьи 13.1 Федерального закона от 08.11.2007 № 257-ФЗ «Об автомобильных дорогах и дорожной деятельности в Российской Федерации», — остановочные пункты, которые отнесены к дорожной деятельности, находятся на балансе органа местного самоуправления (муниципалитет), на который возложен муниципальный контроль.

## Требования к остановочным пунктам
По требованию статьи 5.3 ГОСТ Р 52766-2007 «Дороги автомобильные общего пользования. Элементы обустройства. Общие требования» — Остановочный пункт должен состоять из следующих элементов: — остановочная площадка; — посадочная площадка; — площадка ожидания; — переходно-скоростные полосы; — заездной карман; — боковая разделительная полоса (для дорог I—III категорий); — тротуары и пешеходные дорожки; — пешеходный переход; — автопавильон; — скамьи; — туалет (через 10-15 км для дорог I—III категорий); — контейнер и урны для мусора (для дорог IV категории только урна); — технические средства организации дорожного движения (дорожные знаки, разметка, ограждения); — освещение (при расстоянии до места возможного подключения к распределительным сетям не более 500 м). О чём также указано в требованиях ОСТ 218.1.002-2003 Автобусные остановки на автомобильных дорогах.
По требованию статьи 5.1.3 ГОСТ Р 50597-2017 «Дороги автомобильные и улицы. Требования к эксплуатационному состоянию, допустимому по условиям обеспечения безопасности дорожного движения» — Покрытие посадочных площадок остановочных пунктов не должны иметь загрязнений (мусор, грязь) и отдельных разрушений площадью более 0,2 м. Загрязнения должны быть удалены в течение 3 суток, отдельные разрушения — в течение 7 суток.
По требованию статьи 5.6.23 ГОСТ Р 52289-2004 — остановочные пункты должны быть оснащены дорожными знаками 5.16 или 5.17 в зависимости от вида общественного пассажирского транспорта.
По требованию пункта 6 статьи 19 Федерального закона от 08.11.2007 № 259-ФЗ «Устав автомобильного транспорта и городского наземного электрического транспорта» — в каждом остановочном пункте по маршруту регулярных перевозок должна быть размещена информация о виде регулярных перевозок пассажиров и багажа, расписании, времени начала и окончания движения транспортных средств по соответствующему маршруту, наименование конечного остановочного пункта маршрута, информация о наименовании, об адресе и о номерах контактных телефонов органа, осуществляющего контроль за регулярными перевозками пассажиров и багажа.

## Государственный надзор
По требованию пункта 1 статьи 13.1 Федерального закона от 08.11.2007 № 257-ФЗ «Об автомобильных дорогах и дорожной деятельности в Российской Федерации» и статьи 11 Положения ГИБДД МВД России, утвержденным Указом Президента РФ от 15 июня 1998 года № 711 «О дополнительных мерах по обеспечению безопасности дорожного движения» — Государственный надзор за дорогами и элементами обустройства дорог и дорожными сооружениями возложен на Госавтоинспекцию.
По требованию пункта 6 статьи 30 Федерального закона от 10.12.1995 N 196-ФЗ «О безопасности дорожного движения» — выездная внеплановая проверка проводится по обращению граждан и организаций незамедлительно, с извещением прокуратуры.

## Размещение рекламы
По требованию статьи 19 Федерального закон от 13.03.2006 N 38-ФЗ «О рекламе» — на остановочных пунктах допускается через открытый аукцион, размещение рекламных конструкций. Самовольное размещение и оклейка автопавильонов и опорных линий — не допускается. Ответственность за нарушение требований к размещению наружной рекламы предусмотрена статьями 14.3 и 14.37 КоАП, а также Законами субъектов Российской Федерации Об административных нарушений. За самовольное размещение и оклейку остановочных автопавильонов, по требованию пункта 1 стать 14.3 КоАП влечёт предупреждение или наложение административного штрафа. Однако субъектом административного правонарушения является лицо, осуществляющее непосредственную наклейку объявлений и иных информационных листовок, а не лицо, чьи данные в них указаны. Таким образом, для привлечения лица, к административной ответственности необходимо установить факт осуществления им непосредственного прикрепления объявления на стенку конструкции остановочного пункта или опорных линий. Иными словами правонарушитель, должен быть установлен в момент непосредственной расклейки объявлений. В связи с этим, в населённых пунктах, остановочные автопавильоны общественного наземного транспорта и опорные линии массово незаконно оклеены рекламными объявлениями и иными информационными листовками. Однако по требованию пункта 1 ст. 3 Федерального закона от 13.03.2006 № 38-ФЗ «О рекламе» — листовки и объявления отнесены к рекламной информации, распространенной любым способом, в любой форме и с использованием любых средств, адресованная неопределенному кругу лиц, направленной на привлечение внимания к объекту рекламирования, формирование или поддержание интереса к нему и его продвижение на рынке. Также ГОСТ и СанПиН не регулирует требования по санитарному содержанию остановочных автопавильонов, за исключением посадочной площадки остановочного пункта.

## Знаки, обозначающие остановки

5.16 Место остановки автобуса и (или) троллейбуса
5.17 Место остановки трамвая
5.18 Место стоянки легковых такси
5.43 (Украина) Место остановки троллейбуса